# Маленькие пальчики
«Маленькие пальчики» (англ. Tiptoes) — фильм, снятый режиссёром Мэттью Брайтом в 2003 году.

## Сюжет
Кэрол (Кейт Бекинсейл) узнаёт, что она беременна от Стивена (Мэттью Макконахи), но он не хочет ребёнка. Кэрол готова на всё ради своего будущего малыша, и Стивену приходится открыть семейную тайну: родители и брат-близнец Рольф — карлики. Это значит, что их ребёнок может унаследовать гены своего отца, но Кэрол не останавливают никакие предрассудки. Она знакомится с Рольфом и его друзьями, и перед ней открывается новый, совершенно неизвестный ей мир. После рождения ребенка Кэрол и Стивену трудно жить вместе, так как Стивен не принимает отклонение младенца. Кэрол уезжает жить к Рольфу, где её и малыша принимают с большой душевной теплотой. Вскоре Кэрол начинает испытывать к Рольфу больше, чем просто симпатию. В конце фильма они целуются.

## В ролях
| Актёр               | Роль              |
| ------------------- | ----------------- |
| Гэри Олдмен         | Рольф             |
| Питер Динклэйдж     | Морис             |
| Кейт Бекинсейл      | Кэрол             |
| Мэттью Макконахи    | Стивен            |
| Патрисия Аркетт     | Люси              |
| Дебби Ли Каррингтон | Китти Кац         |
| Эд Гейл             | Бобби Бэрри       |
| Дэвид Алан Грир     | Джерри Робин-мл.  |
| Марша де Русс       | Кэтлин            |
| Кейси Борроумен     | Маргарет          |
| Майкл Андерсон      | Бруно             |
| Чераб Фрид          | Тиффани           |
| Алекса Николас      | Сьюзан Берри      |
| Бритни Гузман       | Дженис            |
| Сантьяго Сегура     | менеджер в мотеле |